# 천명제 황7녀
천명제 황7녀 (天命帝 皇7女, 1604년 ~ 1685년)는, 본명은 알려지지 않았고, 누르하치의 7번째 딸이고, 생모는 서비 이르건기오로씨이다.

## 생애
1604년 3월 10일에 황7녀가 태어났다. 당시의 풍습에 따라 격격으로 불렸을 것으로 추정된다. 천명 4년 (1619년) 기미일, 향군의 품계로 봉하고, 나랍 악찰이에게 시집보냈다. 10월, 황7녀가 정식으로 하가했다.
숭덕 원년 (1636년)에 오빠 홍타이지가 자매들을 공주로 책봉했다. 이중, 황(皇)자매 종대격격은 찰살극공주(扎萨克公主)로 봉했다. 그녀와 이복언니 6녀는 당시 생존해 있던 황자매이다. 두 사람 모두가 종대격격인지, 황6녀가 종대격격인지는 알려지지 않았다. 숭덕 6년 (1641년) 악찰이는 전사했다. 강희 24년 (1685년) 7월, 당시 강희제의 7고모할머니로, 82세의 나이로 훙거했다.

## 생모
- 서비 이르건기오로씨 : 찰필의 딸. 1603년 누르하치에게 시집을 옴. 생몰년 미상